# هيا عبد السلام
هيا عبد السلام (24 سبتمبر 1983 -)؛ ممثلة ومخرجة كويتية.

## عن حياتها
تربت في أسرة تهتم بالفنون، حيث إن والدها رسام الكاركتير عبد السلام مقبول كما اتجهت أختها «لولوة» للإخراج. حاصلة على شهادة في التمثيل والإخراج من «المعهد العالي للفنون المسرحية» في الكويت دفعة عام 2006، ظهرت في عالم التلفزيون بقوة في مسلسل أم البنات أمام الفنانة سعاد عبد الله عندما قامت بدور «نسيمة» صغرى بنات «شريفة»، من خلال تلك الشخصية استطاعت إثبات نفسها والحصول على مساحة كبيرة في أدوارها التالية. ولكن يعتبر نجاحها الحقيقي من خلال مسلسل ساهر الليل الذي قدمت خلال أجزائه الثلاثة المنفصلة أدوار البطولة. بالإضافة لعملها كممثلة فقد قامت بإخراج العديد من الأعمال المسرحية، قبل توليها مهمة الإخراج الدرامي في مسلسل للحب كلمة، وهو المسلسل الأول الذي قامت بإخراجه.

### حياتها الأسرية
كانت متزوجة من شخص كويتي وانفصلت عنه، وفي 25 ديسمبر 2014 أعلن عن زواجها من الممثل فؤاد علي.

## أعمالها

### التمثيل

#### في المسرح
| السنة | المسلسل                   | الشخصية |
| ----- | ------------------------- | ------- |
| 2009  | أم البنات                 | نسيمة   |
| 2009  | آخر صفقة حب               | سارة    |
| 2010  | بعدك طيب                  | دانة    |
| 2010  | ساهر الليل                | لولوة   |
| 2010  | تو النهار                 | أماني   |
| 2011  | متعب القلب                | ريم     |
| 2011  | لهفة الخاطر               | أبرار   |
| 2011  | ساهر الليل 2              | رشا     |
| 2012  | حبر العيون                | ندى     |
| 2012  | ساهر الليل 3              | مريم    |
| 2012  | الوداع                    | امل     |
| 2013  | ماي عيني                  | سهام    |
| 2013  | عطر الجنة                 | هند     |
| 2013  | بركان ناعم قلوب من نار    | موضي    |
| 2013  | إلين اليوم                | شيرين   |
| 2014  | يامن كنت حبيبي            | عبير    |
| 2014  | مسكنك يوفي                | راوية   |
| 2014  | للحب كلمة                 | دينا    |
| 2015  | النور                     | هديل    |
| 2015  | في عينيها أغنية           | ياسمين  |
| 2016  | حالة خاصة                 | حنين    |
| 2016  | للوطن عزوة سهرة تلفزيونية | فجر     |
| 2018  | كلام أصفر                 | روان    |
| 2018  | الخافي أعظم               | حصة     |
| 2019  | أجندة                     | آسيا    |
| 2020  | مانيكان                   | مريم    |
| 2020  | رقم الحظ 7                | منيرة   |
| 2020  | أم هارون                  | هيا     |
| 2021  | نبض مؤقت                  | طيبة    |
| 2022  | حب في الراديو             | ياسمين  |
| 2022  | عائلة عبد الحميد حافظ     | سعاد    |
| 2023  | قفص مخملي                 | شاهة    |
| 2023  | محامية الشيطان            | لولوة   |

| سنة الإنتاج | المسرحية                |
| ----------- | ----------------------- |
| 2008        | الملك لير               |
| 2009        | مدينة الظلام            |
| 2010        | عصابة عزوز              |
| 2011        | لعبة العجائب            |
| 2011        | الغول                   |
| 2012        | قصر العجائب             |
| 2013        | الدنيا أماني            |
| 2013        | أرض الأحلام             |
| 2014        | عالم أوز                |
| 2015        | كان يا ماكان            |
| 2015        | تانيا                   |
| 2016        | فندق المشاهير           |
| 2017        | كيدز إيريا              |
| 2018        | زمن دراكولا: المستذئبون |
| 2019        | أصدقاء الغيوم           |
| 2021        | عزوبي السالمية          |
| 2023        | to the moon             |
| 2024        | mask off                |

#### في السينما
| سنة الإنتاج | الفيلم    |
| ----------- | --------- |
| 2010        | ماي الجنة |

### كإخراج ومساعد إخراج
- أولى أول (مسرحية) - إخراج.
- عيون الحب (مسلسل) - مساعد مخرج.
- الهدامة (مسلسل) - مساعد مخرج.
- آخر صفقة حب (مسلسل) - مساعد مخرج.
- ساهر الليل (مسلسل) - مخرج منفذ.
- أنين (مسلسل) - مخرج منفذ.
- تو النهار (مسلسل) - مخرج منفذ.
- لهفة الخاطر (مسلسل) - مخرج منفذ.
- زينة الحياة (مسلسل) - مخرج منفذ.
- للحب كلمة (مسلسل) - مخرج.
- في عينيها أغنية (مسلسل) - مخرج.
- للوطن عزوة (فيلم تلفزيوني)-تأليف وإخراج.[8]
- كلام أصفر (مسلسل) - مخرج.
- أجندة (مسلسل) - مخرج.
- مانيكان (مسلسل) - مخرج.
- الناجية الوحيدة-مخرج

### تقديم البرامج
قامت بعام 2011 بتقديم برنامج حمل اسم «فورزا» عرض على قناتي العدالة والوطنية، وشاركها بتقديمه محمود بوشهري وعبد الله بوشهري.في عام 2022 قدمت بودكاست
«مسرة» على منصة «شاشا»

### الإعلانات
في عام 2016 قدمت العديد من الاعلانات التجارية، فقد شاركت مع زوجها في إعلان لسيارات بي ام دبليو وحققا بهذا الإعلان ضجة إعلامية ضخمة، كما تم اختيارها لتكون سفيرة إعلامية لعلامة غارنييه لمستحضرات التجميل.

## الجوائز
- 2009:  الكويت - أفضل ممثلة واعدة من «مهرجان المميزون في رمضان للإبداع التلفزيوني».[11]
- 2011:  الكويت - أفضل ممثلة دور ثاني من «مهرجان المميزون في رمضان» عن مسلسل زينة الحياة.[12]
- 2011:  الإمارات العربية المتحدة - شهادة تقدير من «مهرجان الخليج السينمائي الرابع» عن دورها في فيلم ماي الجنة.[13]
- 2012:  قطر - جائزة أفضل ممثلة من «مهرجان الدوحة السينمائي الخليجي الأول» عن فيلم ماي الجنة.[14]
- 2012:  الكويت - جائزة أفضل دور مركب «مهرجان المميزون في رمضان» عن مسلسل حبر العيون.[15]
- 2013:  الكويت - جائزة أفضل نجمة جماهيرية «مهرجان المميزون في رمضان» عن مسلسل عطر الجنة.[15]
- 2014:  الكويت - جائزة أفضل عمل متكامل «مهرجان المميزون في رمضان» عن مسلسل للحب كلمة.[15]
- 2014:  الكويت - جائزة أفضل مخرجة «مهرجان المميزون في رمضان» عن مسلسل للحب كلمة.[15]
- 2014:  الكويت - جائزة أفضل كوبل «مهرجان المميزون في رمضان» عن مسلسل للحب كلمة.[15]
- 2015:  الكويت - جائزة أفضل مخرجة«مهرجان المميزون في رمضان» عن مسلسل في عينها أغنية.[15]
- 2015:  الكويت - جائزة أفضل عمل متكامل «مهرجان المميزون في رمضان» عن مسلسل في عينها أغنية.[15]
- 2019: الإمارات العربية المتحدة-جائزة تكريم من مهرجان ضيافة بدورته الثالثة، في دبي [16]

## روابط خارجية
- هيا عبد السلام على موقع IMDb (الإنجليزية)
- هيا عبد السلام على موقع قاعدة بيانات الأفلام العربية
- هيا عبد السلام على موقع ألو سيني (الفرنسية)
- هيا عبد السلام على موقع قاعدة بيانات الفيلم (الإنجليزية)
- هيا عبد السلام على موقع ليتربوكسد (الإنجليزية)
- هيا عبد السلام على موقع كينوبويسك (الروسية)